# Hippopsicon postochreomaculatum
Hippopsicon postochreomaculatum là một loài bọ cánh cứng trong họ Cerambycidae.